# كوسة (شاهين دج)
کوسة هي قرية في مقاطعة شاهين دج، إيران. عدد سكان هذه القرية هو 116 في سنة 2006.